# Fédération monégasque d'athlétisme
La Fédération monégasque d'athlétisme (FMA) est la fédération d'athlétisme de la Principauté de Monaco, créée en 1984. Son président est, depuis sa création, le prince Albert II de Monaco.
L'inauguration du stade Louis-II permet d'organiser un premier match international entre les États-Unis, la France, la République fédérale d'Allemagne et l'Italie en mai 1985, suivi d'un France - Italie - Pologne - Espagne en juillet 1986. Puis la FMA organise le 19 septembre 1987 le premier meeting Herculis, comme compétition internationale. Pour fêter les 700 ans de la famille Grimaldi (1297-1997), est organisé le marathon de Monaco et des Riviera, un marathon qui traverse trois pays : en 2011, à sa 13e édition, il se transforme en nouvelle manifestation consacrée à la course à pied.